# كرايغ وايت
كرايغ وايت (16 ديسمبر 1969 في المملكة المتحدة - ) (بالإنجليزية: Craig White)‏ هو لاعب كريكت نيوزلندي. شارك مع منتخب إنجلترا للكريكت. أما مع فريق رياضي، فقد لعب مع فريق فكتوريا للكريكت ونادي مقاطعة يوركشاير للكريكت ‏.

## وصلات خارجية
- كرايغ وايت على موقع إي آس بي آن كريك إنفو (الإنجليزية)